# Autobusni kolodvor Bjelovar
Autobusni kolodvor u Bjelovaru nalazi se u centru grada sa svrhom javnog prijevoza putnika pod vlasništvom komunalne tvrtke Komunalac d.o.o. Autobusni kolodvor prima autobuse iz i u smjeru grada Zagreba i drugih gradova u lokalnom krugu Bjelovara. S presjedanjem u Zagrebu, autobusni kolodvor je povezan s cijelom Europom.

## Djelatnosti kolodvora
S ovog kolodvora prometuju autobusi tvrtke Čazmatrans Nova i lokalne grupe Molnar travel.

Geografsko prometni položaj grada Bjelovara obilježavaju dva pravca. Transverzalni je u pravcu sjever-jug: Đurđevac – Bjelovar – Čazma koji prolazi ravničarskim krajem i predstavlja nizinsku komunikaciju između dravske i savske nizine, te longitudinalni prometni pravac u smjeru istok-zapad: Vrbovec – Bjelovar – Grubišno Polje – Daruvar – Pakrac koji povezuje središnju i istočnu Hrvatsku. 

Lokalni i međugradski prijevoz u Bjelovaru opslužuju autobusni i željeznički kolodvor. Željeznička postaja nalazi se uz autobusni kolodvor u jugozapadnom dijelu grada, 600 metara od centra grada. Kolodvor nije predviđen za zadržavanje autobusa na duže vrijeme, jer nema predviđenih parkirnih mjesta i površina za zadržavanje. Unutar prostora kolodvora nalaze se: toalet, kiosk, prometni ured i putnička agencija, a nasuprot kolodvora ugostiteljski objekt, hosteli i hotel. S kolodvora postoji mogućnost daljnjeg prijevoza taksijem s taksi stajališta uz kolodvor.

Autobusni kolodvor u Bjelovaru podržava samo međugradski prijevoz putnika, gradski prijevoz putnika je nepostojeći u klasičnom obliku, već se međugradske linije autobusa na svojim redovnim linijama zaustavljaju na pojedinim lokacijama omogućivši putnicima gradski prijevoz kao takav.

Čazmatrans je kao prijevoznik radi rentabilnosti bio prisiljen ukinuti nekolicinu autobusnih linija za pojedina vremenska razdoblja.
Za vrijeme Bjelovarskog sajma u Gudovcu uvode se dodatne linije da se smanji prometna opterećenost zbog velike posjećenosti sajma.

## Vanjske poveznice
- https://www.akz.hr/kolodvori/autobusni-kolodvor-bjelovar/551
- Geoprometna analiza autobusnih linija autobusnog kolodvora Bjelovar, Padro Fran, Završni rad za Fakultet prometnih znanosti, Sveučilište u Zagrebu 2020.